# Campionati europei di ciclismo su strada 2023 - Cronometro maschile Elite
La cronometro maschile Elite dei Campionati europei di ciclismo su strada 2023, ottava edizione della prova, si svolse il 20 settembre 2023 su un percorso di 29,8 km con partenza e arrivo a Emmen, nei Paesi Bassi. La medaglia d'oro è stata vinta dal britannico Joshua Tarling, il quale completò il percorso con il tempo di 31'30", alla media di 56,76 km/h, precedendo lo svizzero Stefan Bissegger ed il belga Wout Van Aert.
Sul traguardo di Emmen tutti e 32 i ciclisti, partiti dalla medesima località, hanno portato a termine la competizione.

## Ordine d'arrivo (Top 10)
| Pos. | Corridore        | Squadra       | Tempo   |
| ---- | ---------------- | ------------- | ------- |
| 1    | Joshua Tarling   | Gran Bretagna | 31'30"  |
| 2    | Stefan Bissegger | Svizzera      | a 42"   |
| 3    | Wout Van Aert    | Belgio        | a 43"   |
| 4    | Mikkel Bjerg     | Danimarca     | a 1'09" |
| 5    | Mattia Cattaneo  | Italia        | a 1'13" |
| 6    | Nelson Oliveira  | Portogallo    | a 1'15" |
| 7    | Daan Hoole       | Paesi Bassi   | a 1'22" |
| 8    | Rémi Cavagna     | Francia       | a 1'25" |
| 9    | Yves Lampaert    | Belgio        | s.t.    |
| 10   | Sjoerd Bax       | Paesi Bassi   | a 1'28" |